# Лаб (Малацки)
Лаб (слч. Láb) насељено је мјесто са административним статусом сеоске општине (слч. obec) у округу Малацки, у Братиславском крају, Словачка Република.

## Становништво
| Година:    | 1994. | 2004.   | 2014.    | 2024.    |
| ---------- | ----- | ------- | -------- | -------- |
| Број људи: | 1367  | 1387    | 1595     | 2207     |
| Разлика:   |       | +1,46 % | +14,99 % | +38,36 % |

| Година:    | 2023. | 2024.   |
| ---------- | ----- | ------- |
| Број људи: | 2172  | 2207    |
| Разлика:   |       | +1,61 % |

Према подацима о броју становника из 2024. године насеље је имало 2207 становника.